# Садове (Предгірний район)
Садове (рос. Садовое) — село у складі муніципальної освіти «Сільське поселення Юцька сільрада» Передгірного району Ставропольського краю

## Географія
Відстань до крайового центру: 139 км.
Відстань до районного центру: 8 км.

## Освіта
- Основна загальноосвітня школа № 28[2]

## Руська православна церква
- Поклонний хрест при в'їзді в село[3]